# Hoehnelomyces javanicus
Hoehnelomyces javanicus är en svampart som beskrevs av Weese 1920. Hoehnelomyces javanicus ingår i släktet Hoehnelomyces och familjen Phleogenaceae.   Inga underarter finns listade i Catalogue of Life.